# Địa điểm lịch sử Coal Mines
Địa điểm lịch sử Coal Mines là một trại quản chế những phạm nhân bị kết án tại Úc và là nơi khai thác than đầu tiên tại Tasmania (trước đây là Vùng đất của Van Diemen), phục vụ như một nơi thi hành hình phạt cho những tội phạm hạng nhất bị kết án từ Port Arthur.
Giờ đây, nó là tập hợp của những tàn tích và cảnh quan được cải tạo nằm giữa vùng rừng rậm trên Bán đảo Tasman hướng ra Vịnh Little Norfolk. Nó là tàn tích và cảnh quan văn hóa mang ý nghĩa lịch sử văn hóa đối với Úc đã được ghi nhận là Di sản Quốc gia Úc và Di sản thế giới. Nó là một trong những ví dụ tốt nhất còn tồn tại của quá trình vận chuyển tù nhân bị kết án trên quy mô lớn và sự bành trướng của cường quốc châu Âu thông qua sự hiện diện và lao động khổ sai của những tù nhân bị kết án.